# Kuala Kubu Baru
Kuala Kubu Baru, ook Kuala Kubu Bharu is een stad in de Maleisische deelstaat Selangor.
Kuala Kubu Baru telt 13.500 inwoners.